# 贝娅塔·帕楚特-克沃奇科
贝娅塔·帕楚特-克沃奇科（波蘭語：Beata Pacut-Kłoczko，1995年12月13日—），波兰女子柔道运动员，2021年欧洲柔道锦标赛女子78公斤级金牌得主、2022年世界柔道锦标赛女子78公斤级铜牌得主。